# 安东尼·卡洛
安東尼·阿爾弗雷德·卡洛爵士 OM CBE（Sir Anthony Alfred Caro 1924年3月8日—2013年10月23日），或譯安東尼·卡羅，是一名英格蘭雕塑家，以創作的抽象藝術雕塑和金屬雕塑出名。

## 生平
他出生於英格蘭新莫尔登的一個猶太裔家庭，是家中老幺。三歲時，他做股票经纪人的父親搬家到薩里郡小村Churt。他在查特豪斯公学上學時，校長將他引薦給查尔斯·惠勒。學校放假的時候，他前往法納姆藝術學院（Farnham School of Art，今創作藝術大學）惠勒的工作室進修。後來，他又就讀了劍橋大學基督學院，獲工程學學位。從皇家海軍退役之後，他於1946年就讀攝政街理工學院，1947年至1952年又就讀皇家藝術學院。

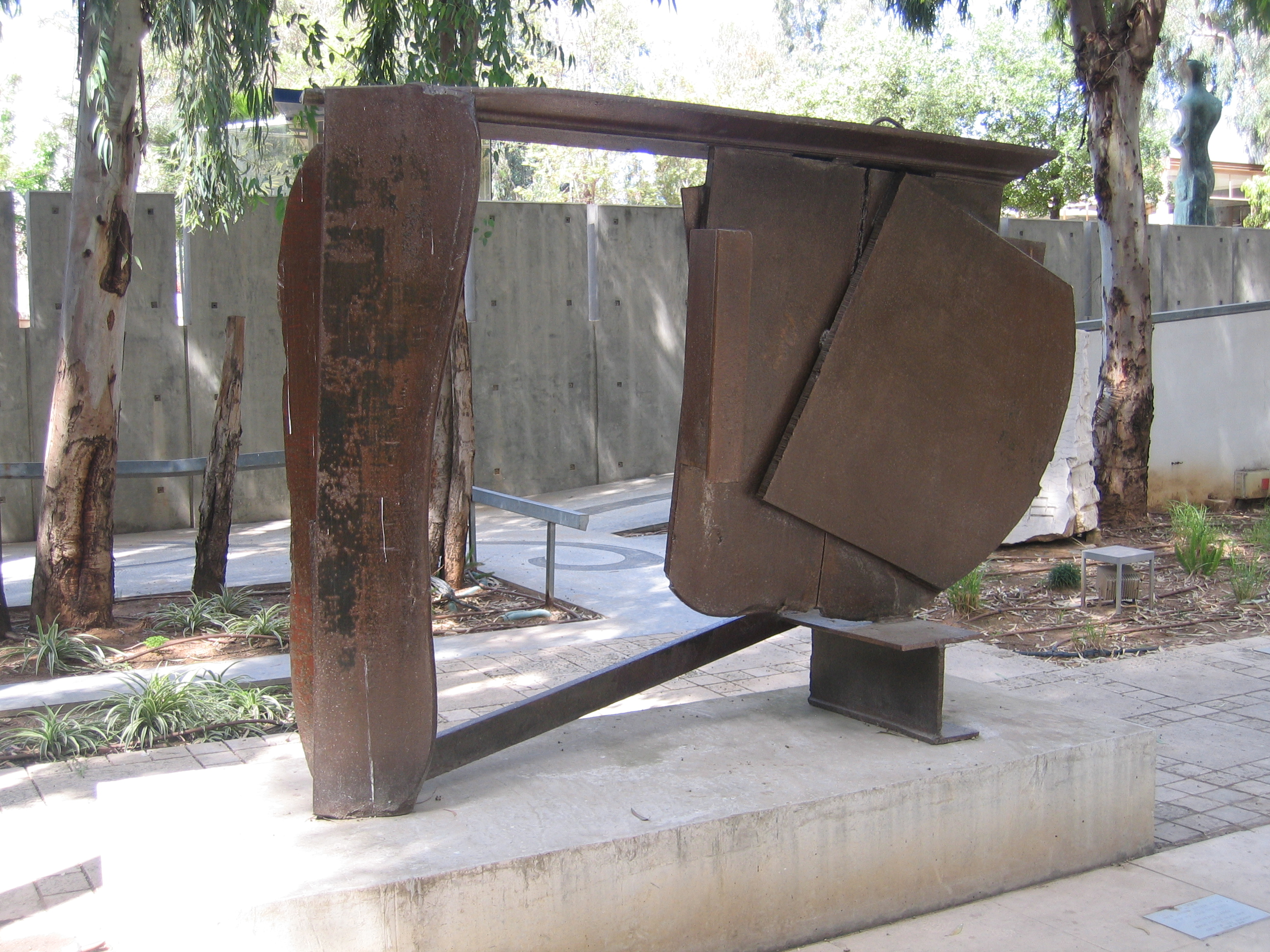
《Black Cover Flat》，1974，現藏於特拉维夫艺术博物馆

1950年代，他成為亨利·摩爾的助手，並開始接觸現代主義。1960年代結識美國雕塑家大衛·史密斯之後，開始創作抽象的鋼雕塑。
他在1950年代末就已經獲得國際的認可，1956年在米蘭舉辦第一場個人展覽。1981年在美國創立三角艺术信托。

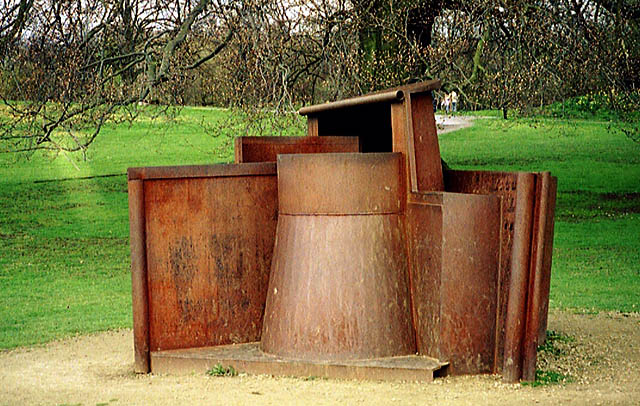
《Dream City》，1996，约克郡雕塑公园

除去自己創作作品之外，作為聖馬丁藝術學院的老師，他培養出了一批優秀的學生，包括菲利普·金等。
2003年10月23日，他因心臟病離世。

## 擴展閱讀
- Barker, Ian, Anthony Caro: Quest for the New Sculpture (Aldershot: Lund Humphries, 2004) ISBN 978-0-85331-910-8.
- Reid, Mary, Anthony Caro: Drawing in Space (Farnham: Lund Humphries, 2009) ISBN 978-1-84822-030-0.
- Wilkin, Karen, Anthony Caro: Interior and Exterior (Farnham: Lund Humphries, 2009) ISBN 978-1-84822-031-7.
- Julius Bryant, Julius, Anthony Caro: Figurative and Narrative Sculpture (Farnham: Lund Humphries, 2009) ISBN 978-1-84822-032-4.
- Westley Smith, H.F., Anthony Caro: Small Sculptures (Farnham, Lund Humphries, 2010) ISBN 978-1-84822-051-5.
- Moorhouse, Paul, Anthony Caro: Presence (Farnham, Lund Humphries, 2010) ISBN 978-1-84822-053-9.
- Saunders, Wade, Anthony Caro Recent Sculptures (Baltimore, C. Grimaldis Gallery, 1987).
- Millard, Charles, Anthony Caro Works of the 1980s (Baltimore, C. Grimaldis Gallery, 1989).
- Payton, Neal, "Anthony Caro Sculpture: Towards Architecture, Recent Bronzes" (Baltimore, C. Grimaldis Gallery, 1994) ASIN B0006RO25G.
- Adams, Virginia K., "Anthony Caro A Survey" (Baltimore, C. Grimaldis Gallery, 2004) ASIN B003X59K3C.
- Anthony Caro in the National Gallery of Australia's Kenneth Tyler Collection（页面存档备份，存于）

## 外部連接
- 维基共享资源上的相關多媒體資源：安东尼·卡洛